# Mystus bocourti
Mystus bocourti (Мистус Бокорта) — вид риб з роду Mystus родини Bagridae ряду сомоподібні. Свою назву отримав на честь французького зоолога Марі Фірміні Бокорта. Інша назва «королівський мистус».

## Опис
Загальна довжина сягає 24 см (в акваріумі — до 18 см). Голова коротка. Очі середнього розміру. Є 4 пари доволі довгих вусів. Рот помірно широкий. Тулуб видовжений. Спинний плавець дуже довгий, становить понад 1/3 довжини тіла. Грудні та черевні плавці невеличкі, останні з шипом. Жировий плавець відносно довгий. Анальний плавець помірно довгий. Хвостовий плавець сильно роздвоєно, лопаті з внутрішньою виїмкою.
Забарвлення блакитно-сизе з бурим гребенем голови та спини.

## Спосіб життя
Воліє до чистої та проточної води. Зустрічається у великих річках з середньою течією. Здійснює міграцію. Утворює невеличкі косяки. Доволі прихована риба. Вдень ховається серед корчів та водоростей. Активна вночі. Живиться ракоподібними та донними безхребетними.
Є об'єктом місцевого рибальства.

## Розповсюдження
Мешкає у басейнах річок Чаопхрая та Меконгу.